# Suicide Squad (soundtrack)
Suicide Squad: The Album is de originele soundtrack van de film Suicide Squad. Het album werd op 5 augustus 2016 uitgebracht door Atlantic Records en Warner Bros. Records.
Het album bevat muziek uit de film van diverse artiesten. De originele filmmuziek van Steven Price werd apart uitgebracht als de tweede soundtrack van de film op 8 augustus 2016 door WaterTower Music met de titel Suicide Squad: Original Motion Picture Score. Ook werd de tweede soundtrack uitgebracht als muziekdownload met 8 bonus tracks.

## Suicide Squad: The Album
De nummers variëren in het genre alternatieve rock, elektronische muziek, hiphop en popmuziek. De nummers Purple Lamborghini, Sucker for Pain, Heathens en Gangsta zijn ook uitgebracht op single. Op de site AllMusic ontving het album tweeënhalve ster. In de Amerikaanse Billboard 200 kwam het album binnen op de eerste plaats. In de Nederlandse Album Top 100 had het album als hoogste notering plaats 8 en in de Vlaamse Ultratop 200 Albums plaats 7.

### Nummers
1. Purple Lamborghini - Skrillex & Rick Ross (3:35)
2. Sucker for Pain - Lil Wayne, Wiz Khalifa & Imagine Dragons (4:03)
3. Heathens - Twenty One Pilots (3:15)
4. Standing in the Rain - Action Bronson, Mark Ronson & Dan Auerbach (3:22)
5. Gangsta - Kehlani (2:57)
6. Know Better - Kevin Gates (3:27)
7. You Don't Own Me - Grace feat. G-Eazy (3:19)
8. Without Me - Eminem (4:50)
9. Wreak Havoc - Skylar Grey (3:48)
10. Mediaval Warfare - Grimes (3:00)
11. Bohemian Rhapsody - Panic! at the Disco (6:03)
12. Slippin' Into Darkness - War (3:48)
13. Fortunate Son - Creedence Clearwater Revival (2:21)
14. I Started a Joke - ConfidentialMX feat. Becky Hanson (3:10)
15. Seven Nation Army - The White Stripes

## Hitnoteringen

### NederlandseAlbum Top 100
| Hitnotering: 13-08-2016 t/m 12-11-2016 | Hitnotering: 13-08-2016 t/m 12-11-2016 | Hitnotering: 13-08-2016 t/m 12-11-2016 | Hitnotering: 13-08-2016 t/m 12-11-2016 | Hitnotering: 13-08-2016 t/m 12-11-2016 | Hitnotering: 13-08-2016 t/m 12-11-2016 | Hitnotering: 13-08-2016 t/m 12-11-2016 | Hitnotering: 13-08-2016 t/m 12-11-2016 | Hitnotering: 13-08-2016 t/m 12-11-2016 | Hitnotering: 13-08-2016 t/m 12-11-2016 | Hitnotering: 13-08-2016 t/m 12-11-2016 | Hitnotering: 13-08-2016 t/m 12-11-2016 | Hitnotering: 13-08-2016 t/m 12-11-2016 | Hitnotering: 13-08-2016 t/m 12-11-2016 | Hitnotering: 13-08-2016 t/m 12-11-2016 | Hitnotering: 13-08-2016 t/m 12-11-2016 |
| Week:                                  | 1                                      | 2                                      | 3                                      | 4                                      | 5                                      | 6                                      | 7                                      | 8                                      | 9                                      | 10                                     | 11                                     | 12                                     | 13                                     | 14                                     |                                        |
| -------------------------------------- | -------------------------------------- | -------------------------------------- | -------------------------------------- | -------------------------------------- | -------------------------------------- | -------------------------------------- | -------------------------------------- | -------------------------------------- | -------------------------------------- | -------------------------------------- | -------------------------------------- | -------------------------------------- | -------------------------------------- | -------------------------------------- | -------------------------------------- |
| Positie:                               | 9                                      | 8                                      | 10                                     | 17                                     | 15                                     | 32                                     | 28                                     | 40                                     | 49                                     | 53                                     | 55                                     | 67                                     | 79                                     | 77                                     | uit                                    |

### VlaamseUltratop 200 Albums
| Hitnotering: (Week 1 t/m 24) 13-08-2016 t/m 21-01-2017 Hitnotering: (Week 25) 04-02-2017 Hitnotering: (Week 26 t/m 28) 18-02-2017 t/m 04-03-2017 Hitnotering: (Week 29) 18-03-2017 Hitnotering: (Week 30 t/m 31) 12-08-2017 t/m 19-08-2017 | Hitnotering: (Week 1 t/m 24) 13-08-2016 t/m 21-01-2017 Hitnotering: (Week 25) 04-02-2017 Hitnotering: (Week 26 t/m 28) 18-02-2017 t/m 04-03-2017 Hitnotering: (Week 29) 18-03-2017 Hitnotering: (Week 30 t/m 31) 12-08-2017 t/m 19-08-2017 | Hitnotering: (Week 1 t/m 24) 13-08-2016 t/m 21-01-2017 Hitnotering: (Week 25) 04-02-2017 Hitnotering: (Week 26 t/m 28) 18-02-2017 t/m 04-03-2017 Hitnotering: (Week 29) 18-03-2017 Hitnotering: (Week 30 t/m 31) 12-08-2017 t/m 19-08-2017 | Hitnotering: (Week 1 t/m 24) 13-08-2016 t/m 21-01-2017 Hitnotering: (Week 25) 04-02-2017 Hitnotering: (Week 26 t/m 28) 18-02-2017 t/m 04-03-2017 Hitnotering: (Week 29) 18-03-2017 Hitnotering: (Week 30 t/m 31) 12-08-2017 t/m 19-08-2017 | Hitnotering: (Week 1 t/m 24) 13-08-2016 t/m 21-01-2017 Hitnotering: (Week 25) 04-02-2017 Hitnotering: (Week 26 t/m 28) 18-02-2017 t/m 04-03-2017 Hitnotering: (Week 29) 18-03-2017 Hitnotering: (Week 30 t/m 31) 12-08-2017 t/m 19-08-2017 | Hitnotering: (Week 1 t/m 24) 13-08-2016 t/m 21-01-2017 Hitnotering: (Week 25) 04-02-2017 Hitnotering: (Week 26 t/m 28) 18-02-2017 t/m 04-03-2017 Hitnotering: (Week 29) 18-03-2017 Hitnotering: (Week 30 t/m 31) 12-08-2017 t/m 19-08-2017 | Hitnotering: (Week 1 t/m 24) 13-08-2016 t/m 21-01-2017 Hitnotering: (Week 25) 04-02-2017 Hitnotering: (Week 26 t/m 28) 18-02-2017 t/m 04-03-2017 Hitnotering: (Week 29) 18-03-2017 Hitnotering: (Week 30 t/m 31) 12-08-2017 t/m 19-08-2017 | Hitnotering: (Week 1 t/m 24) 13-08-2016 t/m 21-01-2017 Hitnotering: (Week 25) 04-02-2017 Hitnotering: (Week 26 t/m 28) 18-02-2017 t/m 04-03-2017 Hitnotering: (Week 29) 18-03-2017 Hitnotering: (Week 30 t/m 31) 12-08-2017 t/m 19-08-2017 | Hitnotering: (Week 1 t/m 24) 13-08-2016 t/m 21-01-2017 Hitnotering: (Week 25) 04-02-2017 Hitnotering: (Week 26 t/m 28) 18-02-2017 t/m 04-03-2017 Hitnotering: (Week 29) 18-03-2017 Hitnotering: (Week 30 t/m 31) 12-08-2017 t/m 19-08-2017 | Hitnotering: (Week 1 t/m 24) 13-08-2016 t/m 21-01-2017 Hitnotering: (Week 25) 04-02-2017 Hitnotering: (Week 26 t/m 28) 18-02-2017 t/m 04-03-2017 Hitnotering: (Week 29) 18-03-2017 Hitnotering: (Week 30 t/m 31) 12-08-2017 t/m 19-08-2017 | Hitnotering: (Week 1 t/m 24) 13-08-2016 t/m 21-01-2017 Hitnotering: (Week 25) 04-02-2017 Hitnotering: (Week 26 t/m 28) 18-02-2017 t/m 04-03-2017 Hitnotering: (Week 29) 18-03-2017 Hitnotering: (Week 30 t/m 31) 12-08-2017 t/m 19-08-2017 | Hitnotering: (Week 1 t/m 24) 13-08-2016 t/m 21-01-2017 Hitnotering: (Week 25) 04-02-2017 Hitnotering: (Week 26 t/m 28) 18-02-2017 t/m 04-03-2017 Hitnotering: (Week 29) 18-03-2017 Hitnotering: (Week 30 t/m 31) 12-08-2017 t/m 19-08-2017 | Hitnotering: (Week 1 t/m 24) 13-08-2016 t/m 21-01-2017 Hitnotering: (Week 25) 04-02-2017 Hitnotering: (Week 26 t/m 28) 18-02-2017 t/m 04-03-2017 Hitnotering: (Week 29) 18-03-2017 Hitnotering: (Week 30 t/m 31) 12-08-2017 t/m 19-08-2017 | Hitnotering: (Week 1 t/m 24) 13-08-2016 t/m 21-01-2017 Hitnotering: (Week 25) 04-02-2017 Hitnotering: (Week 26 t/m 28) 18-02-2017 t/m 04-03-2017 Hitnotering: (Week 29) 18-03-2017 Hitnotering: (Week 30 t/m 31) 12-08-2017 t/m 19-08-2017 | Hitnotering: (Week 1 t/m 24) 13-08-2016 t/m 21-01-2017 Hitnotering: (Week 25) 04-02-2017 Hitnotering: (Week 26 t/m 28) 18-02-2017 t/m 04-03-2017 Hitnotering: (Week 29) 18-03-2017 Hitnotering: (Week 30 t/m 31) 12-08-2017 t/m 19-08-2017 | Hitnotering: (Week 1 t/m 24) 13-08-2016 t/m 21-01-2017 Hitnotering: (Week 25) 04-02-2017 Hitnotering: (Week 26 t/m 28) 18-02-2017 t/m 04-03-2017 Hitnotering: (Week 29) 18-03-2017 Hitnotering: (Week 30 t/m 31) 12-08-2017 t/m 19-08-2017 | Hitnotering: (Week 1 t/m 24) 13-08-2016 t/m 21-01-2017 Hitnotering: (Week 25) 04-02-2017 Hitnotering: (Week 26 t/m 28) 18-02-2017 t/m 04-03-2017 Hitnotering: (Week 29) 18-03-2017 Hitnotering: (Week 30 t/m 31) 12-08-2017 t/m 19-08-2017 | Hitnotering: (Week 1 t/m 24) 13-08-2016 t/m 21-01-2017 Hitnotering: (Week 25) 04-02-2017 Hitnotering: (Week 26 t/m 28) 18-02-2017 t/m 04-03-2017 Hitnotering: (Week 29) 18-03-2017 Hitnotering: (Week 30 t/m 31) 12-08-2017 t/m 19-08-2017 | Hitnotering: (Week 1 t/m 24) 13-08-2016 t/m 21-01-2017 Hitnotering: (Week 25) 04-02-2017 Hitnotering: (Week 26 t/m 28) 18-02-2017 t/m 04-03-2017 Hitnotering: (Week 29) 18-03-2017 Hitnotering: (Week 30 t/m 31) 12-08-2017 t/m 19-08-2017 | Hitnotering: (Week 1 t/m 24) 13-08-2016 t/m 21-01-2017 Hitnotering: (Week 25) 04-02-2017 Hitnotering: (Week 26 t/m 28) 18-02-2017 t/m 04-03-2017 Hitnotering: (Week 29) 18-03-2017 Hitnotering: (Week 30 t/m 31) 12-08-2017 t/m 19-08-2017 | Hitnotering: (Week 1 t/m 24) 13-08-2016 t/m 21-01-2017 Hitnotering: (Week 25) 04-02-2017 Hitnotering: (Week 26 t/m 28) 18-02-2017 t/m 04-03-2017 Hitnotering: (Week 29) 18-03-2017 Hitnotering: (Week 30 t/m 31) 12-08-2017 t/m 19-08-2017 |
| Week: | 1 | 2 | 3 | 4 | 5 | 6 | 7 | 8 | 9 | 10 | 11 | 12 | 13 | 14 | 15 | 16 | 17 | 18 | 19 | 20 |
| --- | --- | --- | --- | --- | --- | --- | --- | --- | --- | --- | --- | --- | --- | --- | --- | --- | --- | --- | --- | --- |
| Postite: | 7 | 9 | 17 | 24 | 25 | 25 | 43 | 57 | 50 | 53 | 87 | 90 | 101 | 145 | 157 | 136 | 134 | 115 | 105 | 131 |
| Week: | 21 | 22 | 23 | 24 | | 25 | | 26 | 27 | 28 | | 29 | | 30 | 31 | | | | | |
| Positie: | 156 | 99 | 107 | 117 | uit | 176 | uit | 121 | 169 | 175 | uit | 185 | uit | 185 | 173 | uit | | | | |

## Suicide Squad: Original Motion Picture Score
De originele filmmuziek werd gecomponeerd door Steven Price en uitgevoerd door het 80-koppige Hollywood Studio Symphony onder leiding van Pete Anthony. De opnames vonden plaats in de Warner Bros Studios Eastwood Scoring Stage en in de Sony Pictures Studios Barbra Streisand Scoring Stage, beide in Los Angeles.

### Nummers
1. Task Force X (4:53)
2. Arkham Asylum (3:23)
3. I'm Going to Figure This Out (1:41)
4. You Make My Teeth Hurt (2:30)
5. I Want to Assemble a Task Force (2:52)
6. Brother Our Time Has Come (4:42)
7. A Serial Killer Who Takes Credit Cards (2:09)
8. A Killer App (2:53)
9. That's How I Cut and Run (3:09)
10. We Got a Job to Do (1:41)
11. You Die We Die (4:01)
12. Harley and Joker (2:49)
13. This Bird Is Baked (4:42)
14. Hey Craziness (4:01)
15. You Need a Miracle (2:36)
16. Diablo's Story (1:42)
17. The Squad (3:58)
18. Are We Friends or Are We Foes? (4:16)
19. She's Behind You (3:02)
20. One Bullet Is All I Need (3:32)
21. I Thought I'd Killed You (3:49)
22. The Worst of the Worst (4:11)
23. June Moone (2:37) (bonus track)
24. Did That Tickle? (3:41) (bonus track)
25. You Know the Rules Hotness (1:58) (bonus track)
26. Enchantress in the War Room (2:35) (bonus track)
27. Introducing Diablo and Croc (2:09) (bonus Track)
28. Task Force X Activated (2:11) (bonus track)
29. Can Everyone See This Trippy Stuff (4:25) (bonus track)
30. I Promised My Friends (1:29) (bonus track)